# Jeremiasz Anchimiuk

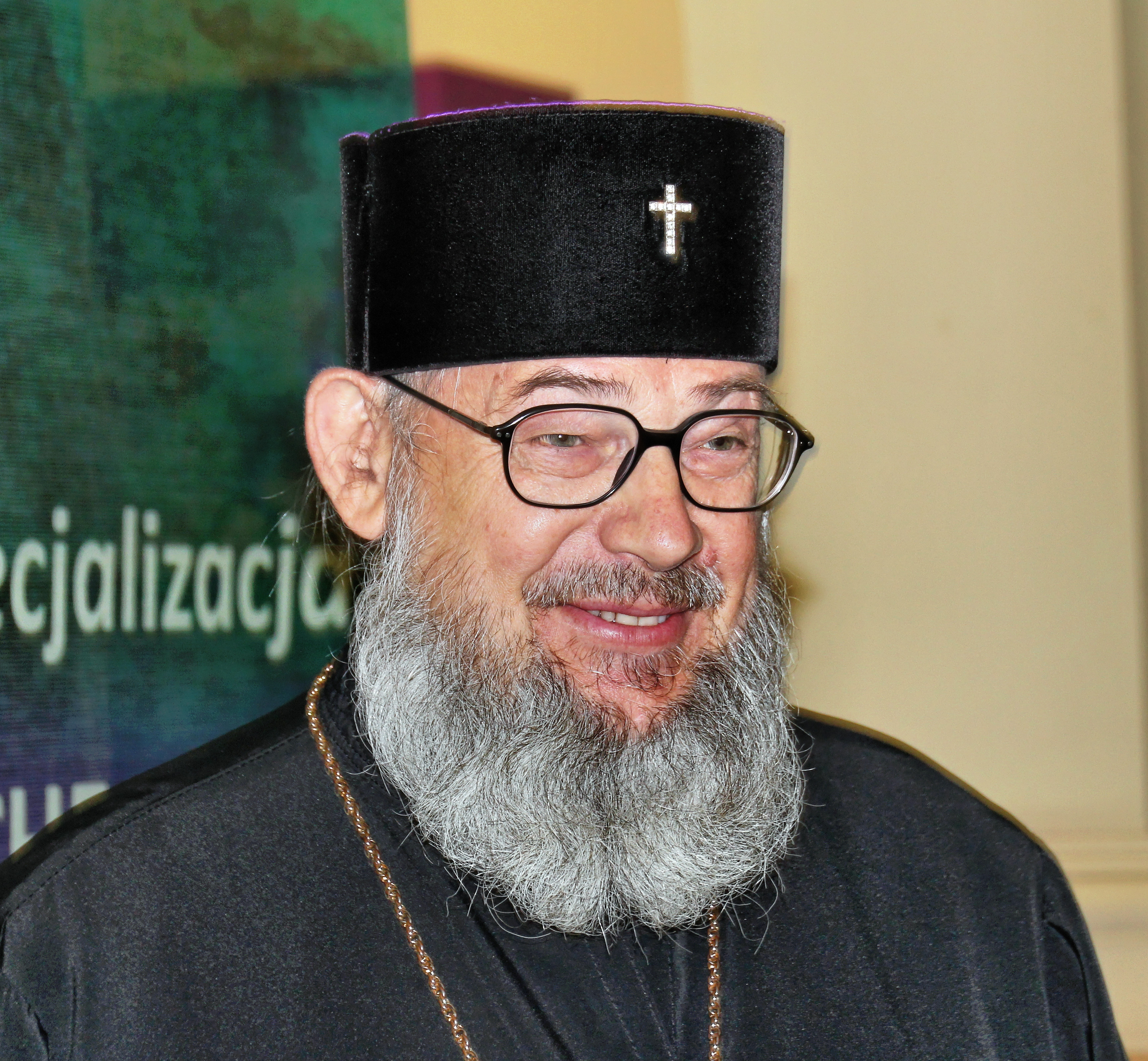
Erzbischof Jeremiasz beim Kolloquium zur Adalbert-Preis Verleihung 2011 in Warschau

Jeremiasz Anchimiuk (* 3. Oktober 1943 in Odrynki, Woiwodschaft Podlachien als Jan Anchimiuk; † 17. April 2017 in Breslau) war ein polnischer Geistlicher und Erzbischof der Polnisch-Orthodoxen Kirche.

## Leben
Jeremiasz Anchimiuk studierte orthodoxe Theologie in Warschau und Sagorsk. Später vertiefte er seine Kenntnisse an der Protestantisch-Theologischen Fakultät an der Universität Zürich. Seit 1968 unterrichtete er an der Theologischen Akademie in Warschau. Am Lehrstuhl für Neues Testament wurde er 1981 Professor und von 1996 bis 2001 war er Rektor der Theologischen Akademie in Warschau. Seit 1982 arbeitet er in einem interkonfessionellen Arbeitskreis zur Herausgabe einer ökumenischen Bibelübersetzung auf Polnisch.
1983 trat er in ein Kloster ein und wurde bald danach als Erzbischof von Breslau-Stettin ordiniert.
Zwischen 1975 und 1991 arbeitete er im Zentralkomitee des ÖRK. Wegen seiner bisherigen Aktivität als Erzbischof von Breslau und Stettin war er von der Hl. Synode der Orthodoxen Kirche Polens mit der Wahrnehmung der ökumenischen Beziehungen beauftragt worden. Er war Mitglied der internationalen katholisch-orthodoxen Dialogkommission. Erzbischof Jeremiasz war seit 2002 auch Vorsitzender der Polska Rada Ekumeniczna (Polnischer Ökumenischer Rat).